# 레 경종
레 경종(베트남어: Lê Kính Tông / 黎敬宗, 1588년 ~ 1619년 6월 23일(음력 5월 12일))은 대월 후 레 왕조의 제16대 황제(재위: 1599년 ~ 1619년)이다. 성명은 레 주이 떤(베트남어: Lê Duy Tân / 黎維新 여유신)이다.

## 생애
경종은 세종의 둘째 아들이다.
1599년, 세종이 죽었는데, 권신 찐뚱이 세종의 장남인 레주이찌(黎維持)가 총명하지 못함을 이유로 11세의 레주이떤을 황제로 옹립하였다.
재위 동안 찐뚱이 조정의 정사를 장악하였다. 찐뚱은 자신의 딸인 찐티응옥찐(鄭氏玉楨)을 경종의 황후로 맞게 하였고, 둘 사이에서 신종이 태어났다. 경종은 찐뚱의 전권 행위에 대단히 불만을 품었다.
1619년, 경종은 찐뚱의 아들인 찐쑤언(鄭椿)과 모의하여 찐뚱이 수도로 돌아오는 길에서 그를 죽이고 정권을 회복하기로 하였다. 그러나 암살자가 실수로 의자에 있는 상을 맞추었고, 찐뚱은 그를 잡아 고문하여 경종과 찐쑤언의 음모를 알게 되었다. 찐뚱은 경종을 협박하여 스스로 목을 매고 죽게 하였고, 신종을 세웠다.
《흠정월사통감강목(欽定越史通鑑綱目)》의 기록에 따르면 경종이 찐뚱을 암살하려 했기 때문에 찐뚱은 경종에게 묘호를 주는 것을 거부하였고, 단지 시호를 간휘제(簡輝帝)라고 하였다. 아울러 경종의 영위(靈位)에 대한 제사를 태묘(太廟)에서 하는 것을 금지시켰다. 1632년에 이르러 신종이 자신의 생부라는 연고를 내세우자 권신 찐짱이 태묘에서 제사를 지내는 것에 동의하였고, 마침내 묘호를 경종(敬宗), 시호를 현인유경수복혜황제(顯仁裕慶綏福惠皇帝)라고 하였다.

## 가계

### 후비
- 단자황태후(Đoan Từ Hoàng thái hậu/端慈皇太后) 찐 티 응옥찐(Trịnh Thị Ngọc Trinh/鄭氏玉楨/정씨옥정)

### 황자
1. 황태자(皇太子) 레 주이 끼(Lê Duy Kỳ/黎維祺/여유기) - 제17대 황제 신종(神宗)

## 기년
| 경종        | 원년                            | 2년        | 3년        | 4년        | 5년        | 6년        | 7년        | 8년        | 9년        | 10년       |
| ----------- | ------------------------------- | ---------- | ---------- | ---------- | ---------- | ---------- | ---------- | ---------- | ---------- | ---------- |
| 서력 (西曆) | 1600년                          | 1601년     | 1602년     | 1603년     | 1604년     | 1605년     | 1606년     | 1607년     | 1608년     | 1609년     |
| 간지 (干支) | 경자(庚子)                      | 신축(辛丑) | 임인(壬寅) | 계묘(癸卯) | 갑진(甲辰) | 을사(乙巳) | 병오(丙午) | 정미(丁未) | 무신(戊申) | 기유(己酉) |
| 연호 (年號) | 신덕(愼德) 원년 홍정(弘定) 원년 | 2년        | 3년        | 4년        | 5년        | 6년        | 7년        | 8년        | 9년        | 10년       |
| 경종        | 11년                            | 12년       | 13년       | 14년       | 15년       | 16년       | 17년       | 18년       | 19년       | 20년       |
| 서력 (西曆) | 1610년                          | 1611년     | 1612년     | 1613년     | 1614년     | 1615년     | 1616년     | 1617년     | 1618년     | 1619년     |
| 간지 (干支) | 경술(庚戌)                      | 신해(辛亥) | 임자(壬子) | 계축(癸丑) | 갑인(甲寅) | 을묘(乙卯) | 병진(丙辰) | 정사(丁巳) | 무오(戊午) | 기미(己未) |
| 연호 (年號) | 11년                            | 12년       | 13년       | 14년       | 15년       | 16년       | 17년       | 18년       | 19년       | 20년       |